# Zhou Wuwang
Wu Wang (nom posthume : 周武王 , en pinyin : Zhōu Wŭ Wáng, littéralement « roi Wu de Zhou »), ou encore Ji Fa (nom personnel : 姬发) est le premier souverain de la dynastie Zhou.

## Biographie

### Famille
Deuxième fils de Wen Wang, le duc de Zhou est son frère. Il reçoit de son père en héritage le duché des Zhou.

### La lutte contre lesShang
Après la mort de son père, il se consacre alors à ses derniers vœux : renverser la dynastie Shang. Il organise alors une alliance de plusieurs vassaux des Shang et lève une armée importante pour lutter contre Di Xin. Jiang Ziya, le grand stratège, qui conseilla sagement son père, l'assiste dans sa révolte contre les Shang. Il choisit d'attaquer le roi des Shang au moment où son armée était partie en campagne contre les Barbares de l'Est.  Il bat d'abord les Shang à la bataille de Mengjin, puis retrouve l'armée de Di Xin à la Bataille de Muye, qu'il remporte de manière décisive. Cette victoire marque la fin de la dynastie Shang; Di Xin ayant choisi de mettre fin à ses jours après le dénouement de la bataille.

### L'entrée dans Yin
Wu après avoir vaincu Zhou Xin à la bataille de Muye, entre dans la capitale Shang. Peu après, il fait ouvrir les greniers de la cité et fait distribuer la nourriture qui y était entreposée aux habitants de la ville qui étaient affamés. Cela lui valut la reconnaissance des habitants de la ville.

## Règne

### Capitale
Le roi Wu, conformément à la tradition chinoise, ne s'installa pas dans les anciens complexes palatiaux des Shang et déplaça la capitale de la cité de Yin à la cité de Hao sur le territoire Zhou.

### Système féodal
Wu était un habile politicien, il sut reconnaître les mérites de tous ceux qui l'avaient aidé dans son ascension. Aussi, il prit sur lui de répartir les territoires entre ses alliés pour ainsi stabiliser le pays et les récompenser. C'est ainsi que le système féodal s'installa.
En 1046 av. J.C., le roi Wu, magnanime, donna en suzeraineté aux descendants des Shang le territoire de Song (État) qu'ils devaient diriger jusqu'à l'annexion de leur État pendant les Royaumes Combattants par l'État de Qi en -286.

### Ministres
Il a pour premier ministre le sage Jiang Ziya.

### Réformes

#### Réformes rituelles
Le roi Wu est le roi qui interdit la pratique du sacrifice humain en Chine. Cependant, sous les Zhou orientaux, alors que la dynastie commençait à perdre de son prestige, on vit un regain de la pratique sacrificielle de l'homme chez les grands seigneurs vassaux des Zhou et elle resta en vigueur malgré sa proscription, jusqu'à l'avènement de la dynastie Han.

#### Réformes religieuses
Le dieu suprême des Shang, Shang Di est remplacé par celui des Zhou, Tian et une partie des divinités Shang sont abandonnées définitivement.

#### Réformes politiques
Il substitua la monarchie absolue des Shang au profit du système féodal dans lequel le pouvoir se décentralisa au profit des grands féodaux. De plus, il institua également le concept de mandat du Ciel comme principe de succession d'une dynastie à une autre qui devait rester en application jusqu'à la fin de l'empire chinois en 1912.

## Source
Marie-Nicolas Bouillet  et Alexis Chassang (dir.), « Wou-Wang » dans Dictionnaire universel d’histoire et de géographie, 1878 (lire sur Wikisource)